# Diocesi di Chiang Mai
La diocesi di Chiang Mai (in latino Dioecesis Chiangmaiensis) è una sede della Chiesa cattolica in Thailandia suffraganea dell'arcidiocesi di Bangkok. Nel 2023 contava 55.752 battezzati su 3.142.985 abitanti. La sede è vacante.

## Territorio
La diocesi comprende le province di Chiang Mai, Lampang (eccetto il distretto di Ngao), Lamphun, Mae Hong Son.
Sede vescovile è la città di Chiang Mai, dove si trova la cattedrale del Sacro Cuore di Gesù.
Il territorio è suddiviso in 34 parrocchie.

## Storia
La missione cattolica di Chieng-Mai ebbe origine nel gennaio 1931, quando da Bangkok giunsero due sacerdoti della Società per le missioni estere di Parigi. Due precedenti tentativi, nel 1844 e nel 1914, erano falliti.
Nel 1931 fu costruita la prima chiesa del Sacro Cuore, che nel 1959 diventò la prima cattedrale della diocesi.
Il 17 novembre 1959 con la bolla Caelorum regnum di papa Giovanni XXIII fu eretta la prefettura apostolica di Chieng-Mai, ricavandone il territorio dal vicariato apostolico di Bangkok (oggi arcidiocesi). Come amministratore apostolico fu nominato il francese Lucien Bernard Lacoste, della Congregazione dei Preti del Sacro Cuore di Gesù di Bétharram, vescovo di Dali in Cina, che era impossibilitato ad esercitare tale incarico perché espulso dal territorio cinese nel 1952.
Il 28 febbraio 1965 fu inaugurata una seconda e più ampia cattedrale, ancora dedicata al Sacro Cuore di Gesù.
Il 18 dicembre 1965 la prefettura apostolica fu elevata a diocesi con la bolla Qui in fastigio di papa Paolo VI. Alla sua guida rimase, sempre quale amministratore apostolico, Lucien Lacoste.
Il 2 luglio 1969 per effetto del decreto Cum Excellentissimus della Congregazione per l'evangelizzazione dei popoli la diocesi ha assunto il nome attuale.
Il 20 giugno 1970 cedette il territorio della provincia di Uttaradit alla diocesi di Nakhon Sawan.
Nel 1975 la diocesi fu affidata al primo vescovo thailandese, Robert Ratna Bamrungtrakul.
Il 30 ottobre 1999 è stata inaugurata la terza cattedrale della diocesi, sempre dedicata al Sacro Cuore di Gesù.
Il 25 aprile 2018 ha ceduto una porzione del suo territorio a vantaggio dell'erezione della diocesi di Chiang Rai.

## Cronotassi dei vescovi
Si omettono i periodi di sede vacante non superiori ai 2 anni o non storicamente accertati.
- Sede vacante (1959-1975)

- Robert Ratna Bamrungtrakul † (28 aprile 1975 - 17 ottobre 1986 dimesso)
- Joseph Sangval Surasarang † (17 ottobre 1986 - 10 febbraio 2009 dimesso)
- Francis Xavier Vira Arpondratana (10 febbraio 2009 - 11 gennaio 2025 nominato arcivescovo di Bangkok)

## Statistiche
La diocesi nel 2023 su una popolazione di 3.142.985 persone contava 55.752 battezzati, corrispondenti all'1,8% del totale.
| anno | popolazione | popolazione | popolazione | presbiteri | presbiteri | presbiteri | presbiteri                | diaconi | religiosi | religiosi | parrocchie |
| anno | battezzati  | totale      | %           | numero     | secolari   | regolari   | battezzati per presbitero | diaconi | uomini    | donne     | parrocchie |
| ---- | ----------- | ----------- | ----------- | ---------- | ---------- | ---------- | ------------------------- | ------- | --------- | --------- | ---------- |
| 1970 | 5.807       | 2.920.297   | 0,2         | 25         | 2          | 23         | 232                       |         | 33        | 31        |            |
| 1980 | 9.942       | 4.468.274   | 0,2         | 26         | 3          | 23         | 382                       |         | 33        | 35        | 18         |
| 1990 | 19.144      | 5.118.000   | 0,4         | 32         | 8          | 24         | 598                       |         | 35        | 50        | 20         |
| 1999 | 31.765      | 5.694.679   | 0,6         | 45         | 17         | 28         | 705                       |         | 42        | 72        | 24         |
| 2000 | 34.848      | 5.796.126   | 0,6         | 49         | 19         | 30         | 711                       |         | 60        | 79        | 25         |
| 2001 | 36.518      | 5.796.126   | 0,6         | 53         | 21         | 32         | 689                       |         | 60        | 100       | 26         |
| 2002 | 38.894      | 5.824.935   | 0,7         | 60         | 22         | 38         | 648                       |         | 62        | 97        | 26         |
| 2003 | 40.598      | 5.824.935   | 0,7         | 58         | 22         | 36         | 699                       |         | 64        | 101       | 26         |
| 2004 | 41.944      | 5.824.935   | 0,7         | 60         | 22         | 38         | 699                       |         | 61        | 110       | 27         |
| 2006 | 46.022      | 5.943.000   | 0,8         | 72         | 26         | 46         | 639                       |         | 68        | 109       | 32         |
| 2013 | 63.273      | 5.826.928   | 1,1         | 85         | 27         | 58         | 744                       |         | 102       | 151       | 45         |
| 2016 | 65.829      | 5.853.206   | 1,1         | 92         | 39         | 53         | 715                       |         | 98        | 170       | 47         |
| 2018 | 50.913      | 3.025.649   | 1,7         | 47         | 25         | 22         | 1.083                     |         | ?         | 107       | 31         |
| 2019 | 55.489      | 3.140.056   | 1,8         | 82         | 43         | 39         | 676                       |         | 82        | 125       | 34         |
| 2021 | 55.601      | 3.150.759   | 1,8         | 81         | 42         | 39         | 686                       |         | 84        | 130       | 34         |
| 2023 | 55.752      | 3.142.985   | 1,8         | 92         | 44         | 48         | 606                       |         | 94        | 130       | 34         |